# Beforest

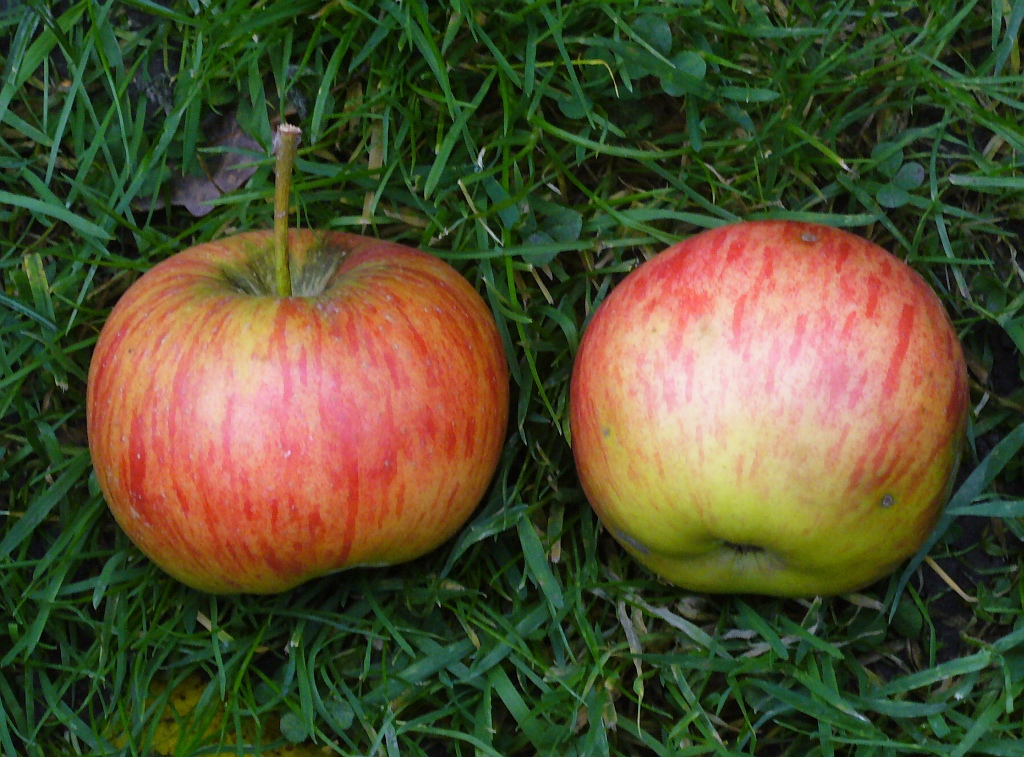
Plody jabloně 'Beforest'

Beforest (Malus domestica 'Beforest') je ovocný strom, kultivar druhu jabloň domácí z čeledi růžovitých. Plody jsou řazeny mezi odrůdy zimních jablek, sklízí se v říjnu, dozrává v listopadu, skladovatelné jsou do ledna. Nejlepší chuť má v listopadu a v prosinci. Odrůda je považována za rezistentní vůči některým chorobám, odrůdu lze pěstovat bez chemické ochrany.

## Historie
Odrůda původem z Kanady. Rozšířena v Polsku od roku 1921. V ČR jen v zahrádkách.

## Vlastnosti
Odrůda je dobrým opylovačem pro 'Antonovku', 'Boikovo', 'Grávštýnské', 'Coxovu renetu', 'Parménu zlatou zimní' a 'Wealthy'. Vhodní opylovači - 'Coxova reneta', 'Charlamovski', 'Jonathan', 'Linda', 'Wealthy' a 'Victory'.

### Růst
Růst odrůdy je středně bujný. Koruna během vegetace zahušťuje. Řez je nezbytný, zejména letní řez. Vyžaduje zmlazování obrostu, zvláště na slabších podnožích.

## Plodnost
Plodí středně pozdě od výsadby, bohatě ale spíše střídavě. Lze upravit řezem. 

## Plod
Plod je kulovitý, střední až velký. Slupka hladká, žluté zbarvení je překryté červeným líčkem a žíháním. Dužnina je nažloutlá, jemná, šťavnatá se sladce navinulou aromatickou chutí, velmi dobrá, na vzduchu po rozkrojení hnědne.

## Choroby a škůdci
Odrůda je středně rezistentní proti strupovitosti jabloní a padlí.Je vysoce odolná k mrazu a rakovině.

## Použití
Je vhodná ke skladování a přepravě, během skladování mírně vadne. Vzhled není lákavý, ačkoliv má velmi dobrou chuť. Odrůda je nenáročná.  Doporučuje se používat do všech středních a vyšších poloh. Je doporučováno pěstování odrůdy v ovocných stěnách a ve tvarech jako zákrsky, čtvrtkmeny a vřetena.